# ولانگاهاواتا
ولانگاهاواتا (به لاتین: Welangahawatta) یک منطقهٔ مسکونی در سری‌لانکا است که در استان مرکزی (سری‌لانکا) واقع شده‌است.